# Een
Een – wieś w Holandii, w prowincji Drenthe, w gminie Noordenveld.